# Nipponanthemum nipponicum
 Nipponanthemum nipponicum  (Franch. ex Maxim.) Kitam., 1978 è una specie di piante angiosperme dicotiledoni della famiglia delle Asteraceae, sottofamiglia Asteroideae,  tribù Anthemideae (clade Asian-southern African grade) e sottotribù Artemisiinae.  Nipponanthemum nipponicum è anche l'unica specie del genere  Nipponanthemum  Kitam., 1978.

## Etimologia
Il nome generico (Nipponanthemum) deriva dal nome del Giappone e dal nome greco per fiore ("anthemon").  L'epiteto specifico ( nipponicum) indica l'area di origine della specie.
Il nome scientifico della specie è stato definito dai botanici Adrien René Franchet (1834-1900), Carl Johann Maximowicz (1827-1891) e Siro Kitamura (1906-2002) nella pubblicazione " Acta Phytotaxonomica et Geobotanica. [Shokubutsu bunrui chiri.]" (  Acta Phytotax. Geobot. 29(6): 169 ) del 1978. Il nome scientifico del genere è stato definito nella stessa pubblicazione.

## Descrizione

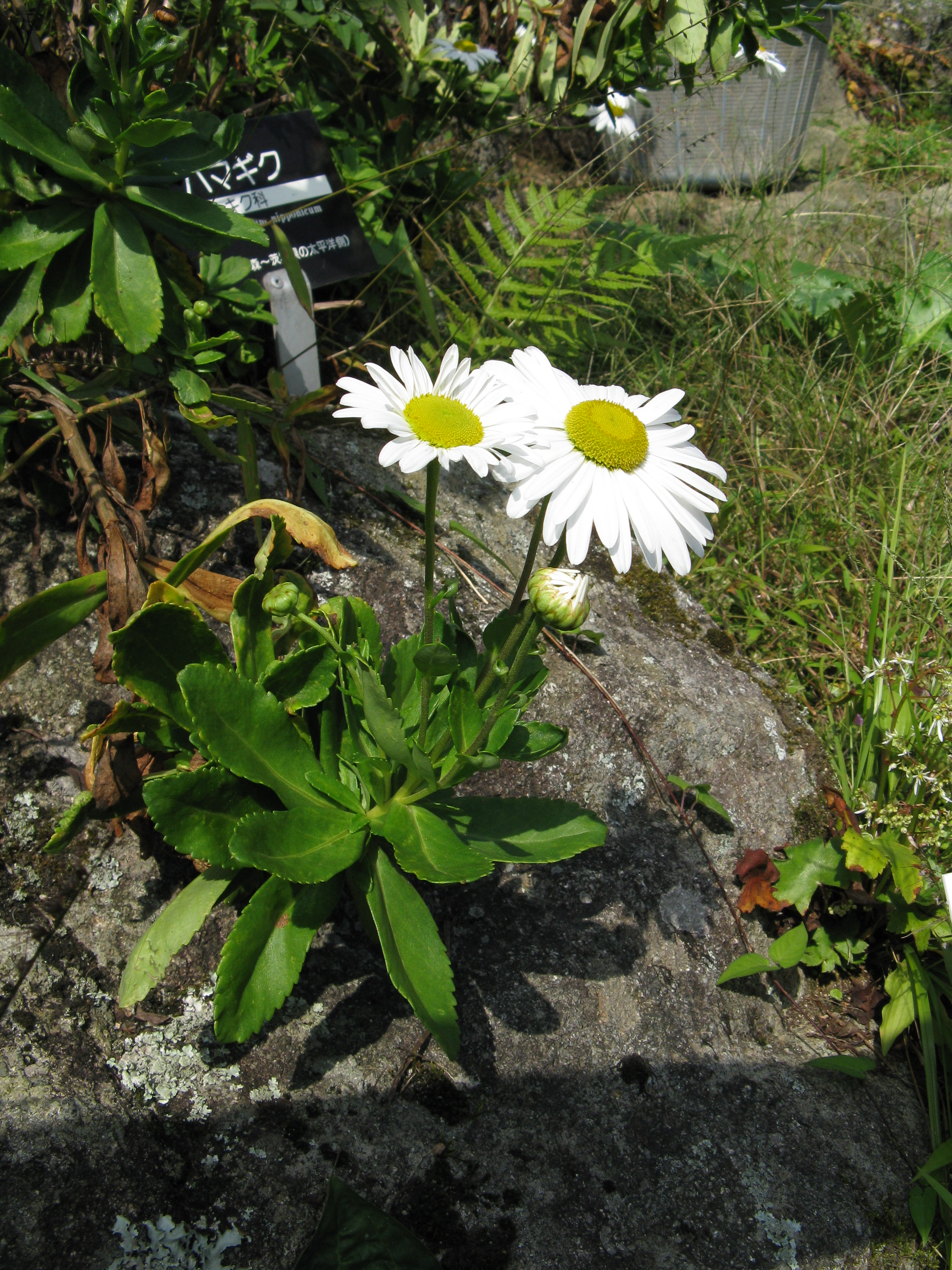
Il portamento

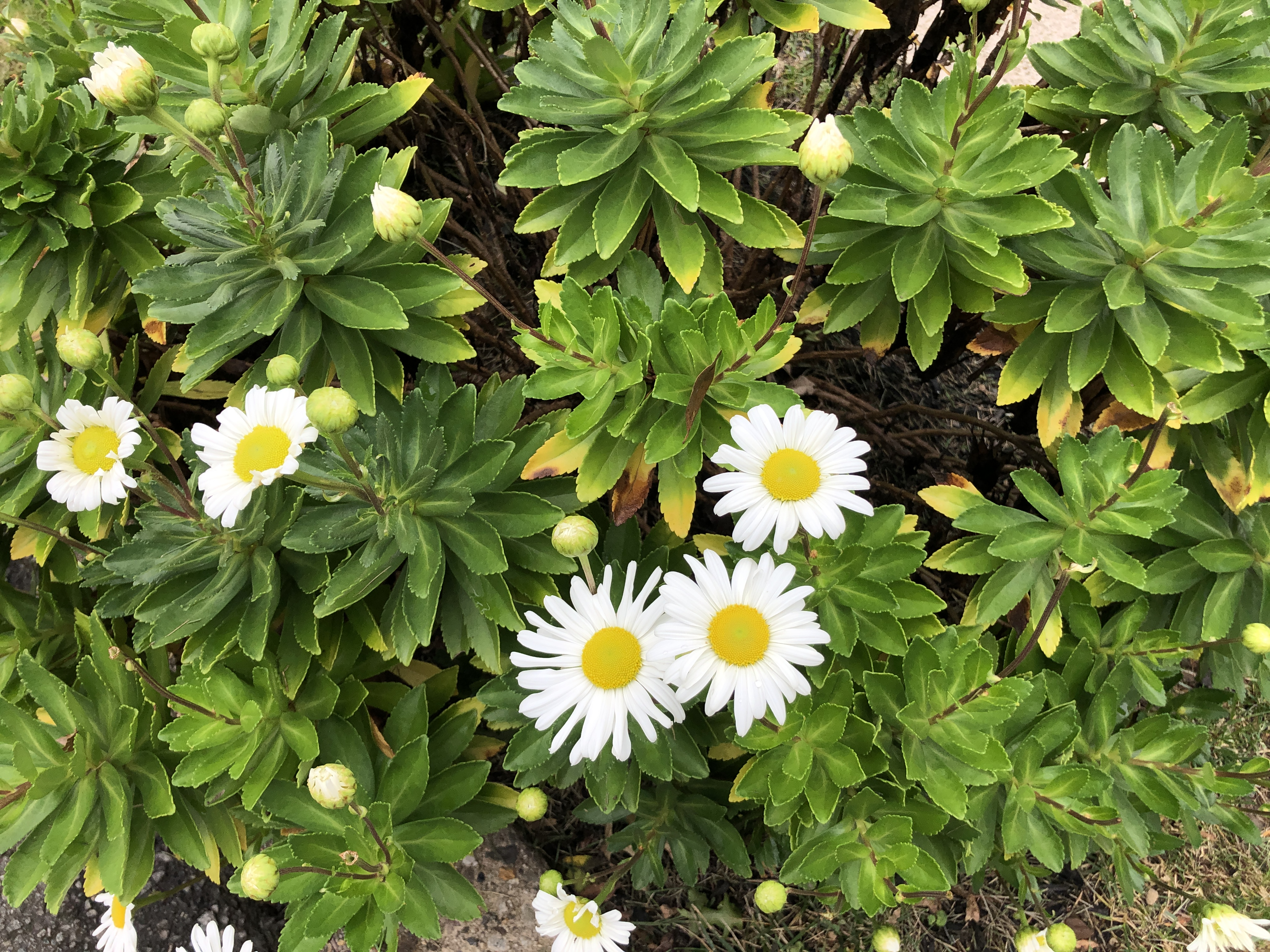
Le foglie

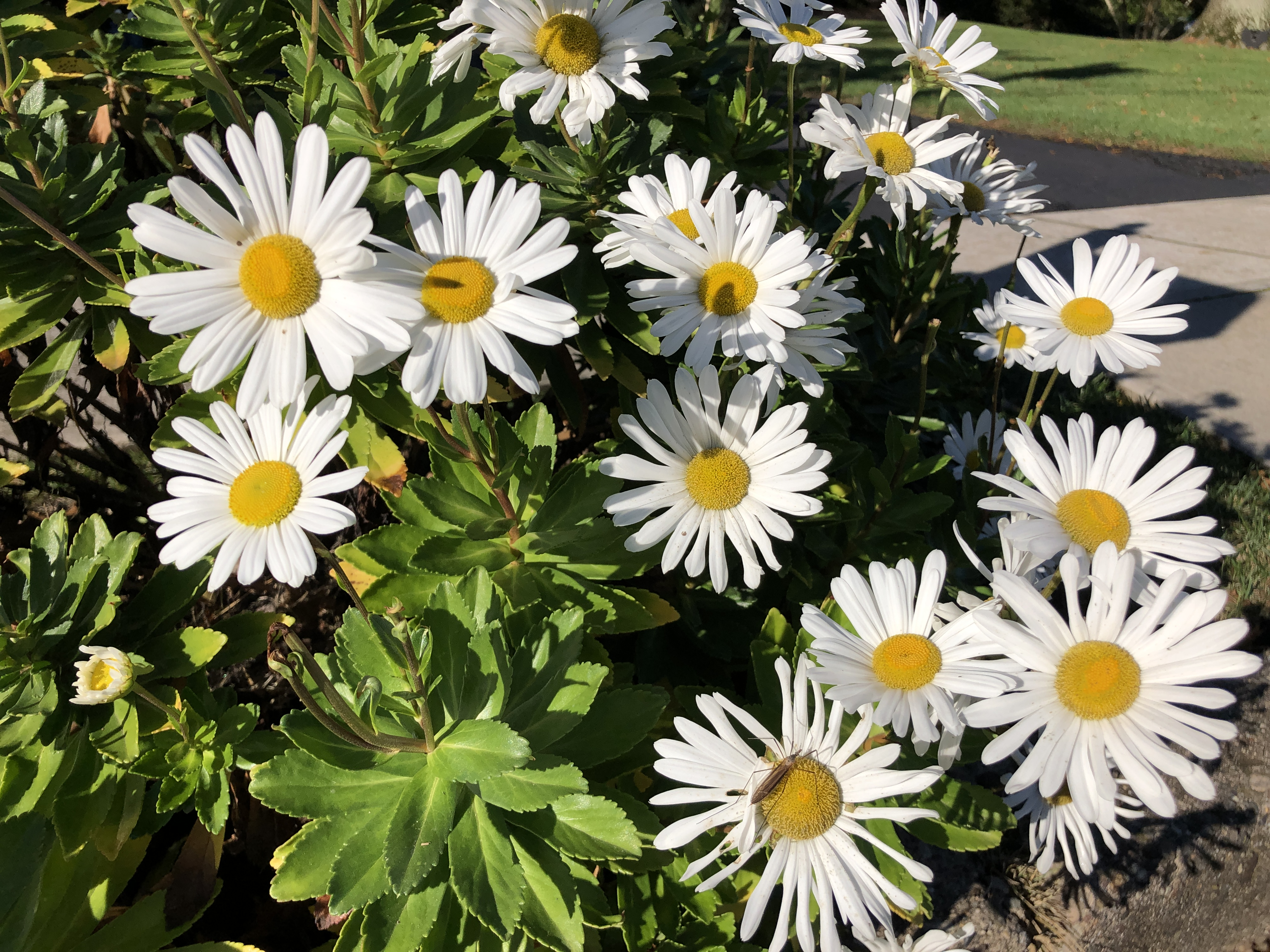
Infiorescenza

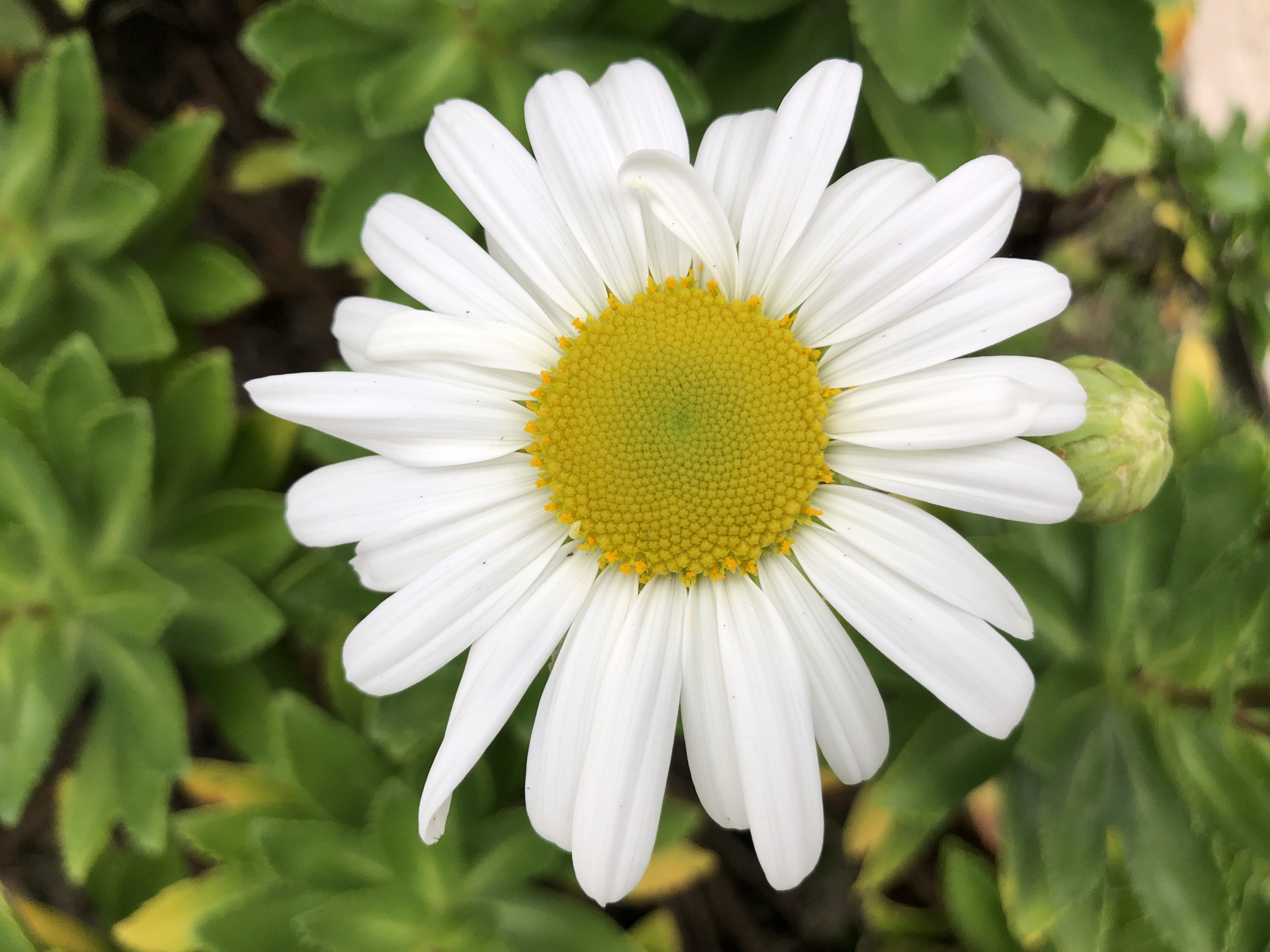
I fiori

Portamento. La specie di questa voce è un glabro subarbustivo.
Fusto. La parte aerea in genere è eretta e semplice. Altezza media: 20 - 100 cm. 
Foglie. Le foglie lungo il caule sono disposte in modo alterno e sessile, e sono raccolte alla fine di fusti legnosi. Le lamine hanno delle forme da oblunghe o spatolate a lanceolate (le basi sono cuneate); i margini distalmente sono dentati o interi; le facce sono glabre o irtellose.
Infiorescenza. Le sinflorescenze sono formate da capolini solitari. Le infiorescenze vere e proprie sono composte da un capolino terminale peduncolato di tipo radiato. I capolini sono formati da un involucro, con forme da meniscoidi a emisferiche, composto da 30 - 50 brattee, al cui interno un ricettacolo fa da base ai fiori di due tipi: fiori del raggio e fiori del disco. Le brattee, piatte, con forme lanceolate, oblunghe, obovate o ovate (non sono carenate), disuguali e a consistenza erbacea, sono disposte in modo più o meno embricato su 4 serie. Il ricettacolo, convesso, è sprovvisto di pagliette avvolgenti la base dei fiori. Le brattee al margine scariose e colorate di bruno pallido. Diametro degli involucri: 15 - 20 mm.
Fiori.  I fiori sono tetra-ciclici (formati cioè da 4 verticilli: calice – corolla – androceo – gineceo) e pentameri (calice e corolla formati da 5 elementi). Si distinguono in:
- fiori del raggio (esterni): da 21 a 34 per capolino, sono femminili, fertili e sono disposti su una serie; la forma è ligulata (zigomorfa);
- fiori del disco (centrali): sono più numerosi (da 80 a 250) con forme brevemente tubulose (attinomorfe); sono ermafroditi fertili.

- Formula fiorale:

*/x K {\displaystyle \infty }, [C (5), A (5)], G 2 (infero), achenio
- Calice: i sepali del calice sono ridotti ad una coroncina di squame.

- Corolla:

- fiori del raggio: la forma della corolla alla base è più o meno tubulosa-imbutiforme, mentre all'apice è ligulata con lamina più o meno da ovata a lineare; la ligula può terminare con alcuni denti; il colore è bianco;
- fiori del disco: la forma è tubulare-cilindrica bruscamente divaricata in modo campanulato in 5 lobi; i lobi, patenti o eretti, hanno una forma deltata; il colore in genere è giallo.

- Androceo: l'androceo è formato da 5 stami (alternati ai lobi della corolla) sorretti da filamenti generalmente liberi e sottili; gli stami sono connati e formano un manicotto circondante lo stilo. Le antere possono essere sia di tipo basifissa che medifissa (ossia attaccate al filamento per la base – nel primo caso; oppure in un punto intermedio – nel secondo caso).[13] Questa caratteristica ha valore tassonomico in quanto distingue i generi gli uni dagli altri. Normalmente le antere variano da ottuse (arrotondate) a leggermente appuntite alla base (o anche caudate); in alcune piante le appendici sono triangolari, lineari o ellittiche. Il tessuto endoteciale (rivestimento interno dell'antera) non è polarizzato. Il polline è sferico con un diametro medio di circa 25 micron;  è tricolporato (con tre aperture sia di tipo a fessura che tipo isodiametrica o poro) ed è più o meno echinato (con punte sporgenti).

- Gineceo: l'ovario è infero uniloculare formato da 2 carpelli. Lo stilo (il recettore del polline) è profondamente bifido (con due stigmi divergenti) e con le linee stigmatiche marginali separate o contigue. I due bracci dello stilo hanno una forma troncata e possono essere papillosi o ricoperti da ciuffi di peli.

Frutti. I frutti sono degli acheni senza pappo. Gli acheni hanno una forma obovoide leggermente ricurva con 10 coste longitudinali; l'apice è formato da una corona lacerata di scaglie. Il pericarpo è privo delle cellule mucillaginifere e delle sacche di resina.

## Biologia
Impollinazione: tramite insetti (impollinazione entomogama tramite farfalle diurne e notturne).

Riproduzione: la fecondazione avviene fondamentalmente tramite l'impollinazione dei fiori.

Dispersione: i semi cadono a terra e vengono dispersi soprattutto da insetti come formiche (disseminazione mirmecoria). Un altro tipo di dispersione è zoocoria: gli uncini delle brattee dell'involucro (se presenti) si agganciano ai peli degli animali di passaggio che portano così i semi anche su lunghe distanze. Inoltre per merito del pappo (se presente) il vento può trasportare i semi anche per alcuni chilometri (disseminazione anemocora).

## Distribuzione e habitat
La specie di questa voce è distribuita in Giappone e America del nord-est (introdotte e naturalizzate).

## Sistematica
La famiglia di appartenenza di questa voce (Asteraceae o Compositae, nomen conservandum) probabilmente originaria del Sud America, è la più numerosa del mondo vegetale, comprende oltre 23.000 specie distribuite su 1.535 generi, oppure 22.750 specie e 1.530 generi secondo altre fonti (una delle checklist più aggiornata elenca fino a 1.679 generi). La famiglia attualmente (2021) è divisa in 16 sottofamiglie; la sottofamiglia Asteroideae è una di queste e rappresenta l'evoluzione più recente di tutta la famiglia.

### Filogenesi
l gruppo di questa voce è descritto nella tribù Anthemideae, una delle 21 tribù della sottofamiglia Asteroideae). In base alle ultime ricerche nella tribù sono stati individuati (provvisoriamente) 4 principali lignaggi (o cladi): "Southern hemisphere grade", "Asian-southern African grade", "Eurasian grade" e "Mediterranean clade". Il genere  Nipponanthemum  (insieme alla sottotribù Artemisiinae) è incluso nel clade Asian-southern African grade..
Da un punto di vista filogenetico il genere Nipponanthemum occupa, nell'ambito della sottotribù, una posizione basale insieme ai generi Artemisiella ,  Brachanthemum, Hulteniella, Lepidolopha, Hippolytia e Leucanthemella. In tassonomie precedenti il genere di questa voce era descritto all'interno del "Handelia Group".
I caratteri distintivi della specie  Nipponanthemum nipponicum sono:
- il portamento è arbustivo glabro;
- le foglie hanno delle forme seghettate e sono raccolte alla fine di fusti legnosi;
- l'apice degli acheni è formato da una corona lacerata di scaglie.

Il numero cromosomico della specie è: 2n = 18.
In base all'"orologio molecolare" questa specie ha iniziato a divergere tra 5 e 4 milioni di anni fa insieme ai generi Hippolytia  e Artemisiella .

### Sinonimi
Sono elencati alcuni sinonimi per questa entità:
- Chrysanthemum nipponicum (Franch. ex Maxim.) Sprenger
- Chrysanthemum nipponicum  (Franch. ex Maxim.) Matsum.
- Leucanthemum nipponicum  Franch. ex Maxim.
- Tanacetum nipponicum  (Franch. ex Maxim.) Kitam.